# Casinaria simillima
Casinaria simillima là một loài tò vò trong họ Ichneumonidae.